# Station Dolice
Station Dolice is een spoorwegstation in de Poolse plaats Dolice.